# Bengt Hurtig
Bengt Hurtig (ur. 7 lipca 1939 w Ludvika, zm. 9 lipca 2010 w Piteå) – szwedzki polityk i nauczyciel, deputowany do Riksdagu, poseł do Parlamentu Europejskiego IV kadencji.

## Życiorys
Studiował matematykę i fizykę na Uniwersytecie w Uppsali. Pracował jako nauczyciel m.in. w Piteå. Był początkowo związany ze Szwedzką Socjaldemokratyczną Partią Robotniczą, w drugiej połowie lat 60. dołączył do komunistycznej wówczas Partii Lewicy. Od 1973 do 1976 i od 1979 do 1989 był radnym miejskim w Piteå.
W latach 1989–1994 i 1995–1998 sprawował mandat poselski. W 1995 był eurodeputowanym IV kadencji w ramach delegacji krajowej.